# الأكاديمية الفرنسية للعلوم
الأكاديمية الفرنسية للعلوم (بالفرنسية: Académie des sciences)‏ هي جمعية علمية تأسست سنة 1666 في عهد لويس الرابع عشر بناء على اقتراح جان بابتيست كولبير بهدف تشجيع وحماية روح البحث العلمي الفرنسي، لتكون بذلك من أوائل الأكاديميات العلمية إنشاء في العالم.

## حاليا
حاليا، تشكل الأكاديمية الفرنسية للعلوم واحدة من بين الخمسة مؤسسات اللائي يكونن معهد فرنسا.